# Diplotaxis puncticeps
Diplotaxis puncticeps är en skalbaggsart som beskrevs av Moser 1918. Diplotaxis puncticeps ingår i släktet Diplotaxis och familjen Melolonthidae. Inga underarter finns listade i Catalogue of Life.